# Košarkaški klub Split 1988-1989
Questa voce raccoglie le informazioni riguardanti il Košarkaški klub Split nelle competizioni ufficiali della stagione 1988-1989.

## Stagione
La stagione 1988-1989 del Košarkaški klub Split è la 25ª nel massimo campionato jugoslavo di pallacanestro, la YUBA liga.

## Roster
Aggiornato al 11 dicembre 2020.
| Jugoplastika Spalato 1988-89 | Jugoplastika Spalato 1988-89 |
| Giocatori                    | Staff tecnico                |
| ---------------------------- | ---------------------------- |

| N. | Naz.                  | Ruolo | Nome               | Anno | Alt.   | Peso   |  |
| -- | --------------------- | ----- | ------------------ | ---- | ------ | ------ |  |
| 4  | Jugoslavia (bandiera) | P     | Zoran Sretenović   | 1964 | 191 cm | 84 kg  |  |
| 5  | Jugoslavia (bandiera) | G     | Velimir Perasović  | 1965 | 195 cm | 82 kg  |  |
| 6  | Jugoslavia (bandiera) | P     | Luka Pavićević     | 1968 | 185 cm |        |  |
| 7  | Jugoslavia (bandiera) | A     | Toni Kukoč         | 1968 | 207 cm | 90 kg  |  |
| 8  | Jugoslavia (bandiera) | C     | Goran Sobin        | 1963 | 206 cm |        |  |
| 9  | Jugoslavia (bandiera) | AG    | Teo Čizmić         | 1971 | 205 cm |        |  |
| 10 | Jugoslavia (bandiera) | PG    | Ivica Burić        | 1963 | 192 cm |        |  |
| 11 | Jugoslavia (bandiera) | C     | Žan Tabak          | 1970 | 213 cm | 111 kg |  |
| 12 | Jugoslavia (bandiera) | PG    | Duško Ivanović (C) | 1957 | 196 cm | 95 kg  |  |
| 13 | Jugoslavia (bandiera) | A     | Paško Tomić        | 1969 | 200 cm |        |  |
| 14 | Jugoslavia (bandiera) | AC    | Dino Rađa          | 1967 | 212 cm | 115 kg |  |
| 15 | Jugoslavia (bandiera) | AC    | Pero Vučica        | 1959 | 203 cm |        |  |

| Allenatore                                                     |
| - Božidar Maljković                                            |
| Assistente/i                                                   |
| - Nessuno Legenda - (C) Capitano - (IN) Inattivo - Infortunato |

## Mercato

### Sessione estiva
| Acquisti | Acquisti       | Acquisti        | Acquisti   | Acquisti |
| R.       | Nome           | da              | Modalità   |          |
| -------- | -------------- | --------------- | ---------- | -------- |
| P        | Luka Pavićević | Cibona Zagabria | definitivo |          |

| Cessioni | Cessioni        | Cessioni    | Cessioni       | Cessioni |
| R.       | Nome            | a           | Modalità       |          |
| -------- | --------------- | ----------- | -------------- | -------- |
| P        | Vladan Alanović | KK Zagabria | fine contratto |          |
| AC       | Željko Poljak   | Bellinzona  | fine contratto |          |
| C        | Leon Stipaničev |             | fine contratto |          |
| P        | Alen Koludrović |             | fine contratto |          |